# The God Delusion

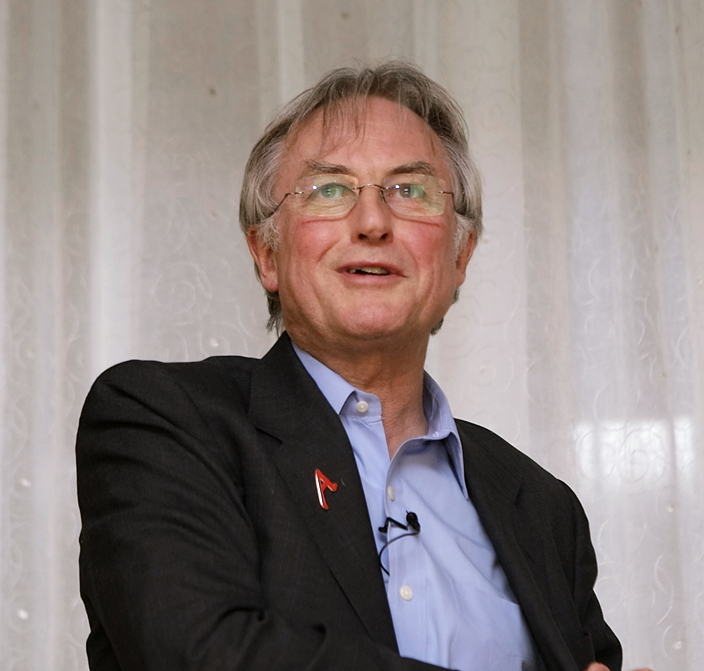
Richard Dawkins na conferência dos American Atheists (2008)

The God Delusion (chamado, no Brasil, de Deus, um Delírio e, em Portugal, de A Desilusão de Deus) é um livro não ficcional escrito pelo biólogo e divulgador científico Richard Dawkins. O livro aborda, segundo o autor, todos os argumentos necessários a favor da conclusão da inexistência de qualquer Deus, além de raciocínios a favor do ateísmo em detrimento ao agnosticismo e outros posicionamentos religiosos. [ligação inativa]
Além de acusar várias religiões de terem cometido inúmeras atrocidades históricas, especialmente o cristianismo, judaísmo e islamismo, Dawkins defende a ideia que um Deus tal qual pregado por essas religiões não passa de um conjunto de histórias criativas e irreais para explicar tudo o que conhecemos, concluindo, então, que essas religiões atentam contra a razão.
O livro ataca a ideia de um criador sobrenatural, afirmando que isso não passa de um delírio, definido como "uma falsa crendice mantida diante de fortes evidências em contrário". Dawkins simpatiza com Robert Pirsig quando este diz que "quando uma pessoa tem um delírio, chama-se a isso 'insanidade'; quando muitas pessoas sofrem de um delírio, chama-se a isso religião".

## Antecedentes
Dawkins argumentou contra as explicações criacionistas sobre a origem da vida em suas obras anteriores sobre a evolução. O tema de O Relojoeiro Cego, publicado em 1986, é o de que a evolução pode explicar o "aparente projeto" da natureza. Em Deus, um Delírio ele se foca em uma abrangência maior de argumentos utilizados a favor e contra a existência de Deus (ou deuses).
Dawkins há muito tempo queria escrever um livro para abertamente criticar as religiões, mas o seu editor o aconselhara a não fazer. Por volta de 2006, o seu editor passou a simpatizar com a ideia. Dawkins atribui essa mudança de ideia a "quatro anos de Bush" ("four years of Bush"). Naquela época, uma certa quantidade de autores, incluindo Sam Harris e Christopher Hitchens, que juntamente com Dawkins foram rotulados de "The Unholy Trinity" ("A Trindade Profana") por Robert Weitzel, já haviam escrito livros abertamente criticando as religiões.
De acordo com o site da Amazon, o livro causou um crescimento de 50% nas vendas de livros sobre religião e espiritualidade (incluindo livros antirreligiosos como Deus, um Delírio e Deus Não É Grande) e um crescimento de 120% no número de vendas da Bíblia.

## Sinopse
O livro contém dez capítulos. Os primeiros expõem os argumentos propostos acerca da inexistência de Deus, enquanto que os outros discutem as relações entre religião e moral. Ao dedicar o livro ao seu amigo Douglas Adams, Dawkins cita o livro de Adams O Guia do Mochileiro das Galáxias: "Não é suficiente ver que o jardim é belo sem ter que acreditar que há fadas morando nele também?" ("Isn't it enough to see that a garden is beautiful without having to believe that there are fairies at the bottom of it too?").
Dawkins escreve que Deus, um Delírio contém quatro mensagens para um aumento de "conscientização":
1. Ateus podem ser felizes, ponderados, morais e intelectualmente realizados.
2. A seleção natural e teorias científicas similares são superiores à "hipótese de Deus" e à ilusão do design inteligente em se tratando de explicar o mundo vivo e o cosmos.
3. As crianças não deveriam ser rotuladas de acordo com a religião de seus pais. Termos como "criança católica" ou "criança muçulmana" deveriam fazer as pessoas sentirem-se constrangidas.
4. Ateus deveriam ser orgulhosos, não apologéticos, pois o ateísmo é a prova de uma mente saudável e independente.[2]

### A hipótese de Deus
Como existe um grande número de ideias teístas que buscam explicar a natureza de Deus(es), Dawkins define o conceito de Deus ao qual ele deseja direcionar-se no começo do livro. Ele cunha o termo "religião einsteiniana" ("Einsteinian religion"), referindo-se ao uso de Albert Einstein do termo "Deus", como uma metáfora para a natureza ou os mistérios do universo. Ele faz uma distinção entre essa "religião einsteiniana" e a ideia teística geral de Deus como o criador do universo que deveria ser adorado. Enquanto que Dawkins considera a "religião einsteiniana" uma hipótese respeitável, ele não pensa o mesmo sobre as religiões convencionais. Dawkins sustenta que para as religiões convencionais é dada uma imunidade privilegiada e não merecida contra críticas, citando Douglas Adams para ilustrar o seu argumento:
| “ | Religião … tem certas ideias centrais as quais nós chamamos de sagradas ou santas ou o que quer que seja. O que isso significa é, "Aqui está uma ideia ou noção sobre a qual você não está permitido a dizer qualquer coisa ruim, você simplesmente não pode. Por que não? – Porque você não pode. Se alguém vota para um partido com o qual você não concorda, você está livre para argumentar sobre isso o quanto você quiser; todos terão um argumento, mas ninguém fica agressivo com isso. … Mas, por outro lado, se alguém diz, "Eu não deveria acionar um interruptor de luz em um sábado", você diz "eu respeito isso." | ” |

Dawkins passa a listar exemplos de atribuição de status privilegiados a religiões, tais como a facilidade de obter a condição de objetor de consciência, o uso de eufemismos para conflitos religiosos, imunidades tributárias, possibilidade de proselitismo em escolas, várias exceções ao cumprimento do Direito, e a polêmica das caricaturas da Jyllands-Posten sobre Maomé.
Voltando as suas atenções para a "religião einsteiniana", ele sustenta que essa ideia de Deus é uma hipótese válida, tendo efeitos no universo físico, e, como muitas outras hipóteses, pode ser testada e falsificada. Isso se torna um tema importante no livro, o qual ele chama de "Hipótese de Deus" (God Hypothesis).
Dawkins faz uma análise breve dos principais argumentos filosóficos a favor da existência de Deus. Das várias alegações filosóficas que ele discute, ele seleciona o argumento do design para uma consideração maior. Dawkins conclui que a evolução através da seleção natural pode explicar uma "aparente concepção" da natureza.
Ele escreve que um dos grandes desafios ao intelecto humano tem sido explicar "Como surge a complexa, improvável concepção no universo" ("how the complex, improbable design in the universe arises"), e sugere que existem duas explicações que competem entre elas:
1. Uma hipótese envolvendo um conceptor, isto é, um ser complexo para ser responsabilizado pela complexidade do que vemos.
2. Uma hipótese, com teorias de apoio, que explica como, a partir de origens e princípios simples, algo mais complexo pode surgir.

Essa é a base de seu argumento contra a existência de Deus, o "Ultimate Boeing 747 gambit" ("gambito último Boeing 747″), onde ele argumenta que a primeira tentativa é auto-refutável, e a segunda abordagem é um melhor caminho a seguir.
Ao final do capítulo 4, "Por que quase com certeza Deus não existe", Dawkins resume o seu argumento e declara, sobre a teoria do Design Inteligente, que "a tentativa é falsa, porque a hipótese do conceptor (designer) imediatamente levanta um problema maior sobre quem concebeu (designed) o conceptor (designer). Todo o problema com o qual nós começamos era o problema de explicar a improbabilidade estatística. Obviamente, não é uma solução postular algo ainda mais improvável" ("The temptation is a false one, because the designer hypothesis immediately raises the larger problem of who designed the designer. The whole problem we started out with was the problem of explaining statistical improbability. It is obviously no solution to postulate something even more improbable").
Dawkins não pretende dizer que Deus não existe com certeza absoluta (um Deus no sentido da "religião einsteiniana"). Em vez disso, ele sugere como um princípio geral que as explicações mais prováveis são preferíveis, em detrimento de explicações improváveis, como a de um Deus omnisciente e omnipotente. E, desse modo, ele argumenta que a teoria de um universo sem Deus é preferível a uma teoria de um universo com Deus.

### Religião e moral
A segunda metade do livro começa explorando as raízes da religião e buscando uma explicação para a sua presença nas culturas humanas. Dawkins advoga a "teoria da religião como um subproduto acidental – um "erro ao alvo" de algo útil" ("theory of religion as an accidental by-product – a misfiring of something useful"), como, por exemplo, o emprego da mente na postura intencional ("intentional stance"). Dawkins sugere que a teoria dos memes, e a susceptibilidade humana a memes religiosas em específico, pode explicar como as religiões se espalharam como "viroses mentais" ("mind viruses") pelas sociedades.
Ele então se volta para o assunto da moral, sustentando que nós não precisamos da religião para sermos bons. Em vez disso, a nossa moral tem uma explicação darwiniana: genes altruístas, selecionados através do processo da evolução, dão às pessoas empatia natural. Ele pergunta, "você cometeria assassinatos, estupros, ou roubos se soubesse que Deus não existe?" ("would you commit murder, rape or robbery if you knew that no God existed?"). Ele argumenta que poucas pessoas iriam responder "sim", fazendo assim uma objeção à alegação de que a religião é necessária para nós nos comportarmos moralmente. Quem diz isso são aqueles religiosos que provavelmente não iriam se comportar moralmente caso descobrissem que Deus não existe. Em apoio a sua visão, ele analisa a história da moral, argumentando que há um Zeitgeist moral que continuamente evolui na sociedade. Com o seu progresso, esse consenso moral influencia como os líderes religiosos interpretam as suas escrituras sagradas. Portanto, Dawkins declara, a moral não se origina da Bíblia, em vez disso o nosso progresso moral informa qual parte da Bíblia os cristãos aceitam e qual eles agora dispensam.
Deus, um Delírio não é apenas uma defesa do ateísmo, mas é também uma crítica contra as religiões. Dawkins vê as religiões como subversoras da ciência, como fomentadoras do fanatismo, como encorajadoras da intolerância contra os homossexuais, e como influência negativa para nossa sociedade de diversas maneiras. Ele fica ainda mais ultrajado pela doutrinação (lavagem cerebral) de crianças. Ele iguala a doutrinação religiosa de crianças em escolas confessionais por pais e professores a uma forma de abuso psicológico. Dawkins considera os rótulos "criança muçulmana" e "criança católica" tão mal aplicados quanto "criança marxista" ou "criança tory", tentando imaginar como uma jovem criança pode ser considerada madura o suficiente para ter tais visões sobre o cosmos e o lugar da humanidade nele.
O livro conclui com a questão sobre se a religião, apesar de seus alegados problemas, preenche um "vazio" ("gap"), dando consolo e inspiração para pessoas que dela necessitam. De acordo com Dawkins, essas necessidades são mais bem preenchidas por meios não-religiosos, tais como a filosofia, a psicologia, e a ciência. Ele sugere que uma visão de mundo (Weltanschauung) ateísta é uma afirmação da vida, de um modo que a religião, com as "respostas" insatisfatórias aos mistérios da vida, jamais poderia ser. Um apêndice dá direcionamentos àqueles "precisando de apoio para escapar da religião" ("needing support in escaping religion").

## Recepção
O livro provocou uma resposta imediata, tanto positiva quanto negativa, e foi publicado com elogios de cientistas, como de James D. Watson, ganhador do Prêmio Nobel e coodescobridor da estrutura do DNA, do psicólogo de Harvard Steven Pinker, bem como de escritores populares de ficção e os ilusionistas Penn e Teller. O Metacritic relatou que o livro teve uma pontuação média de 59 em 100 pontos. O livro foi nomeado para o melhor livro nos British Book Awards, e Richard Dawkins foi nomeado "Autor do Ano".
Sir Harry Kroto, também vencedor do Prêmio Nobel, não poupou elogios ao trabalho, afirmando se tratar de "um livro maravilhoso - uma advocacia passional e vital, que também é alegre, elegante, justa, interessante e, por vezes, muito engraçada". Joan Bakewell, escrevendo para o jornal inglês The Guardian, afirma que "Dawkins vai rugindo adiante, com o vigor total de seus argumentos poderosos, atingindo falácias e doutrinas falsas" e que "Dawkins está certo de estar não somente furioso, mas também alarmado.".
The God Delusion teve a segunda posição na lista de novembro de 2006 dos mais vendidos da Amazon.com. No início de dezembro de 2006, classificou-se #4 na lista New York Times Hardcover Nonfiction Best Seller depois de nove semanas na lista. Em 22 de abril de 2007, classificou-se #10, depois de 29 semanas na lista.

### Críticas
O livro recebeu críticas variadas, tanto de comentaristas religiosos quanto de ateus. Na London Review of Books, Terry Eagleton criticou Richard Dawkins por não ter feito uma pesquisa apropriada sobre o tema de sua obra, a religião, e estabelecer um espantalho para tornar válidos seus argumentos contra o teísmo. O teólogo de Oxford Alister McGrath (autor de The Dawkins Delusion? e Dawkins' God) argumenta que Dawkins ignora a teologia cristã e, portanto, é incapaz de abordar a religião e a fé com inteligência. Em resposta, Dawkins pergunta: "Você tem que ler sobre "leprechologia" antes de descrer em leprechauns?" Dawkins teve um debate prolongado com McGrath no Festival Literário do Sunday Times em 2007. O teólogo ortodoxo oriental David Bentley Hart diz que Dawkins "dedicou várias páginas de The God Delusion a uma discussão sobre os "Cinco Caminhos de Tomás de Aquino", mas nunca pensou em aproveitar os serviços de algum estudioso do pensamento antigo e medieval que poderia ter explicado os caminhos para ele ... Como resultado, ele não só confundiu os Cinco Caminhos com a declaração abrangente de Tomás sobre por que devemos acreditar em Deus, o que eles definitivamente não são, como também acabou por deturpar completamente a lógica de cada um deles, e nos níveis mais básicos."
O filósofo cristão Keith Ward, em seu livro de 2006 Is Religion Dangerous?, questiona a visão de Dawkins e de outros de que a religião seja socialmente perigosa. A professora de bioética Margaret Somerville, sugeriu que Dawkins "exagera o caso contra a religião", particularmente o seu papel nos conflitos humanos.
Muitos dos defensores de Dawkins afirmam que os críticos geralmente entendem mal seu ponto de vista. Durante um debate sobre a Rádio 3 de Hong Kong, David Nicholls, escritor e presidente da Fundação Ateísta da Austrália, reiterou os sentimentos de Dawkins de que a religião é um aspecto "desnecessário" dos problemas globais. Dawkins argumenta que "a existência de Deus é uma hipótese científica como qualquer outra". Ele discorda do princípio de Stephen Jay Gould de magistérios não-interferentes. Em uma entrevista com a revista Time, Dawkins disse:
Acho que os magistérios não-interferentes de Gould foram um estratagema puramente político para conquistar pessoas religiosas para o campo da ciência. Mas é uma ideia muito vazia. Há uma abundância de lugares onde a religião não afasta o campo científico. Qualquer crença em milagres é completamente contraditória não apenas com os fatos científicos, mas para com o espírito da ciência.
O astrofísico Martin Rees sugeriu que o ataque de Dawkins à religião dominante não é útil. Em relação à afirmação de Rees em seu livro Our Cosmic Habitat de que "tais questões estão além da ciência, mas são do campo de filósofos e teólogos", Dawkins pergunta "que especialização podem os teólogos trazer a questões cosmológicas profundas que os cientistas não podem?" Em outras publicações, Dawkins escreveu que "há toda a diferença do mundo entre a crença de que alguém está preparado para defender algo citando evidências e a lógica e a crença que não é apoiada por nada mais do que a tradição, a autoridade ou a revelação".
O filósofo calvinista Alvin Plantinga, no seu ensaio para o site cristão "Christianity Today", denominado "The Dawkins Confusion" (A Confusão de Dawkins) afirma que, embora Dawkins procure se valer de sua condição de cientista para sustentar seus argumentos, nenhum deles pode ser considerado científico na verdade.  Plantinga também mencionou seu desagrado pelas alegações ofensivas de Dawkins, muito embora tenha procurado analisar mais os seus argumentos. No The Wall Street Journal, Sam Schulman também acusa Dawkins de usar uma análise simplória da religião, afirmando que é impossível ver ali algum traço das questões levantadas por homens, como Milton, Michelângelo, Newton, Espinoza, Kierkegaard, Aquino, ou mesmo Einstein. Schulman afirma ainda que o neo-ateísmo não acrescentou novos argumentos e destituiu o ateísmo do charme da época em que ateus como H. G. Wells, ou Bernard Shaw lisonjeavam a audiência com argumentos inteligentes. Michael Ruse, um influente filósofo da biologia, ateu, fez a afirmação de que "Richard Dawkins em seu The God Delusion falharia em qualquer curso de filosofia introdutória ou de religião" e também afirmou que The God Delusion faz ele "envergonhado de ser ateu".

## Repercussão jurídica mundial
Na Turquia, onde o livro vendeu pelo menos 6000 cópias, um promotor iniciou uma investigação para saber se Deus, um Delírio é um "ataque a valores sagrados" ("an attack on holy values") seguida de uma queixa em novembro de 2007. Caso condenado, o editor e tradutor turco, Erol Karaaslan, seria encarcerado por incitar aversão religiosa e insultar valores religiosos.
Em abril de 2008, o tribunal absolveu o réu. Ao decidir sobre a necessidade de confiscar cópias do livro, o juiz relator declarou que bani-lo "iria limitar fundamentalmente a liberdade de consciência". Apesar disso, a perseguição religiosa mostrou a sua face quando o site de Dawkins foi banido da Turquia naquele mesmo ano, após queixas do criacionista Adnan Oktar.

## Resenhas
- Spiked online"The Dawkins delusion", Michael Fitzpatrick
- Modern atheists have no new arguments, and they lack their forebears' charm.Sam Schulman, The Wall Street Journal
- London Review of BooksLunging, Flailing, Mispunching por Terry Eagleton
- The Dawkins Confusion(Dawkins, uma Confusão), por Alvin Plantinga
- Mary Midgley: review, New Scientist (requires subscription)
- Thomas Nagel: The Fear of Religion, The New Republic
- Eric W. Lin: Dawkins Says God Is Not Dead, But He Should Be, The Harvard Crimson
- Philip Bell Atheist with a mission Creation Ministries International, 7 de fevereiro de 2007
- PZ Myers: Bad Religion, Seed magazine
- Bill Muehlenberg, A Review of The God Delusion Part 1, Part 2, on the Australian commentator's CultureWatch blog
- Jim Holt: Beyond belief, The New York Times
- Crispin Tickell: Heaven can wait, The Financial Times
- Paul Riddell: Did Man really create God?, The Scotsman
- Robert Stewart: A detailed summary and review of The God Delusion, The Journal of Evolutionary Philosophy
- H. Allen Orr. "A Mission to Convert", in The New York Review of Books, 11 de janeiro de 2007
- Steven Weinberg: "A deadly certitude", the The Times Literary Supplement, 17 de janeiro de 2007
- Michael Fitzpatrick " The Dawkins delusion: 'Catholic atheist' Michael Fitzpatrick finds himself repelled by Richard Dawkins' crass and prejudiced polemic against religion., Spiked 18 de dezembro de 2006
- Colin Bower: "The Dawkins Illusion" in New English Review, Jan 2007.

### Crítica
- Crean, Thomas (2007). God is no delusion: a refutation of Richard Dawkins. San Francisco, CA: Ignatius Press. ISBN 978-1-58617-231-2